# Ефект здорового працівника
Ефектом здорового працівника (ЕЗП) називають статистичний ефект, описаний у епідеміологічних когортних дослідженнях, які показали, що у працюючих людей стан здоров'я кращий, ніж у населення загалом. Тому статистично доведено, що працездатне населення здоровіше.
Це можна пояснити тим, що працевлаштовані особи, які належать до когорти, повинні мати відповідний стан здоров'я для виконання своєї роботи. До того ж статистика враховує і непрацездатних людей, які не працюють через хворобу. Через це проводити дослідження для визначення стану здоров'я працевлаштованого населення проблематично.
Саме через «Ефект здорового працівника» люди схильні недооцінювати рівень виникнення захворювань, зумовлених роботою. Класичним прикладом цього є працівники, які працюють вночі або у три зміни.
Ефект здорового працівника — це вид селективного упередження (англ. selection bias).